# Viande rouge
La viande rouge est en général une viande préparée en abattoir puis en boucherie et dont la concentration en myoglobine dans les fibres musculaires est supérieure à celle de la viande blanche, tout en étant inférieure à celle de la viande noire (gibiers tels que cerf, chevreuil, sanglier, caille).
Cette différence de couleur réside notamment dans la teneur en fer, qui est plus élevée dans les viandes de couleur rouge, et non pas dans la composition en protéines ou en acides aminés des protéines.
Dans les études sur la nutrition, la viande rouge comprend toutes les viandes de bétail, considérées comme de la viande rouge, et exclut la volaille et le poisson.

## Composition
Composition biochimique moyenne de la viande rouge selon Rosset et al. (1984).
| Composants | Moyennes                                                              |
| --- | --------------------------------------------------------------------- |
| Eau | 75%                                                                   |
| Protéines | 15.5% (de 16 à 22% du poids total de la viande selon Coibion en 2008) |
| Lipides | 3%                                                                    |
| Substances azotées non protéiques | 1,5%                                                                  |
| Glucides et catabolites | 1%                                                                    |
| Composés minéraux | 1%                                                                    |
| Composés indésirables (métaux lourds, métalloïdes, radionucléides, résidus d'antibiotiques, pesticides, microbes antibiorésistants..) | traces                                                                |

l’Autorité européenne de sécurité des aliments (AESA) rappelle que « le contenu de la viande en fer héminique varie considérablement » d’une viande à l’autre. L’AESA reprend, comme proportion en fer héminique dans leur teneur en fer total, les valeurs de 69% pour le bœuf et de 39% pour le porc. Ainsi, «en pratique, derrière le boudin noir, la viande de bœuf contient le plus de fer total et héminique, devant celle de mouton, de porc et celles de volailles ».
Le fer héminique peut être dénaturé par certains types de cuisson (viande bouillie notamment).

## Viande rouge et santé

### Viande rouge et cancer
En 2018, le Centre international de recherche sur le cancer (CIRC) a publié une monographie portant sur « viandes rouges et viandes transformées ». Rédigée par 22 experts de dix pays, elle a examiné plus de 800 études analysant l’association entre la consommation de ces produits et la survenue d’un cancer colorectal. Elle confirme les conclusions de précédents rapports d’expertises collectives internationales par le World Cancer Research Fund et l’American Institute for Cancer Research, basées sur une revue exhaustive de la littérature scientifique alors disonible. Le CIRC a confirmé que la consommation de viandes rouges  (crues ou cuites) ou de viandes transformées est clairement associée à une augmentation du risque de ce cancer. Le CIRC et l'OMS ont donc classé la consommation de viandes transformées comme « cancérogènes pour l’Homme » (Groupe 1) et la consommation de viandes rouges « comme probablement cancérogènes pour l’Homme » (Groupe 2a). Remarque : la définition OMS de la viande rouge inclut le veau et le porc (dites blanches ou roses en France).
La viande rouge, comme le boudin (noir), était traditionnellement considérée comme une bonne source de fer héminique car ce fer est très biodisponible (près de deux fois plus que le fer non-héminique apporté par les végétaux). Mais il est apparu que le fer hémique génère, lui aussi, un excès de cancers du côlon : 15 % de ces cancers seraient dus à une consommation excessive de viande rouge et de charcuterie, principalement en raison de leur charge en fer héminique. Ce fer héminique induit un stress oxydant ; il oxyde les graisses (lipides) en produisant des composés cancérogènes ; et en outre, il favorise dans l'intestin l'apparition de composés mutagènes « N-nitroso » (ou mutagenic nitroso compounds dits « NOC » surtout dûs aux sels nitrités utilisés comme conservateur des viandes transformées) par « nitrosation » ,. Il est désormais avéré qu'il augmente très significativement le risque de certains cancers (colorectaux notamment), effet qui serait lié à une altération de l'ADN (génotoxicité) et dose-dépendant et qui apparaîtrait moins ou pas avec la consommation de viande blanche. Enfin, la cuisson peut elle aussi conduire à l’oxydation des lipides ou à la formation d’amines aromatiques hétérocycliques cancérogènes.
En France, l'étude ESTEBAN 2014-2016, a conclu qu'un tiers (41 % des hommes et 24 % des femmes) des français mangent trop de viandes rouges. Santé publique France a mis à jour ses recommandations en 2019, recommandant de ne pas consommer plus de 500g de viandes rouges par semaine. 
De nombreux auteurs et la filière viande estiment que la viande est néanmoins une source utile de Vitamine B, de protéines (utiles contre la sarcopénie chez la personne âgée et comme source de fer biodisponible importante). En 2019, Mota a al. ont proposé une modélisation des rapports bénéfices/risques pour divers scenarios, classes d'âge et selon le sexe.

### Viande rouge et maladies cardiovasculaires
Manger régulièrement de la viande rouge est associée à un risque accru de maladies cardiovasculaires, en raison de plusieurs facteurs scientifiquement démontrés :
La viande rouge contient des graisses saturées, qui, en apport excessif, font augmenter le taux de cholestérol LDL (« mauvais » cholestérol) dans le sang, contribuant ainsi à l'athérosclérose (accumulation de plaques dans les artères),,,.
Le processus de digestion de la viande rouge par le microbiote intestinal génère de l'oxyde de triméthylamine (TMAO), une molécule qui pourrait favoriser l'inflammation et interagit avec les plaquettes sanguines en augmentant le risque de caillot sanguin, et dont le haut niveaux dans le sang est corrélés à un risque accru d'événements cardiovasculaires majeurs (infarctus du myocarde et accident vasculaire cérébral), et des métabolites intermédiaires dérivés de la L-carnitine. Manger 230 grammes de viande rouge par jour durant un mois induit un triplement du taux sanguin de TMAO par rapport aux témoins suivant un régimes à base de viande blanche ou de protéines non carnées, et ces taux ne sont pas liés à la quantité de graisses saturées présente dans le régime. Une vaste étude prospective américaine récente (2024) conduite par la Société américaine de nutrition s'est basée sur le suivi de 148 506 participants n'ayant ni cancer, ni diabète ni maladie cardiovasculaire au moment de leur recrutement dans le panel du Programme Million Veteran. Elle confirme que manger plus de viande rouge augmente le risque d'infarctus du myocarde non mortel, d'accident vasculaire cérébral ischémique aigu et d'événements cardiovasculaires mortels ; les auteurs « soutiennent la réduction de la consommation de viande rouge et le remplacement de la viande rouge par des sources de protéines végétales ou des produits laitiers faibles en gras comme recommandation diététique clé pour la prévention des MCV ».
Chez les personnes âgées notamment, une consommation importante de viande rouge peut induire une réponse inflammatoire chronique, susceptible de contribuer au développement de maladies cardiaques, et des études suggèrent même que cette inflammation pourrait jouer un rôle plus important que le cholestérol dans l'association entre viande rouge et risque cardiovasculaire. « Concernant les plus de 65 ans qui pourraient se tourner vers la viande pour les protéines nécessaires ; l'American Heart Association recommande actuellement de limiter la taille des portions de viande à 3 onces – environ la taille d’un jeu de cartes – et de privilégier les sources de protéines végétales ou les viandes maigres comme la volaille ou le poisson ».

## Eléments de définition
Dans ses définitions commerciales, le mot viande exclut les abats.
En termes d'espèces animales, les viandes rouges regroupent actuellement généralement les chairs issues des bovins, du mouton, du cheval (parfois classé viande noire,) ou d'autres mammifères, et aussi du canard (pour le magret). Ces distinctions sont une spécificité française, qui tend à s'imposer à d'autres pays et culture, par exemple via les définitions négociées ou imposées lors des accords et échanges commerciaux. Selon l'ANSES (2016)  « Dans la plupart des études épidémiologiques et dans les documents d’expertise internationaux, le terme de « viande hors volaille », c’est-à-dire les viandes de bœuf, porc, veau, mouton, agneau, chèvre et cheval est regroupée sous le terme « red meat ». Pour éviter tout risque de confusion avec le terme « viande rouge » qui en français regroupe les viandes de bœuf, mouton, agneau et cheval, le terme  viande hors volaille » peut être utilisé.
Beaucoup d’autres espèces sont cependant mangées elles aussi sur la surface du globe : lapin, kangourou, cerf, sanglier et autre viande de brousse susceptibles d'être sources de problèmes écdoépidémiologiques voire de nouvelles pandémies...
Certains auteurs y intégraient autrefois ou y intègrent encore des poissons à chair rouge (thon rouge, Espadon, requin).
On ajoute parfois une catégorie intermédiaire : viandes roses (qui incluent le porc).
En 2019, l'Organisation Mondiale de la Santé classe la viande de mammifère, dont le porc et le veau, parmi les viandes rouges.

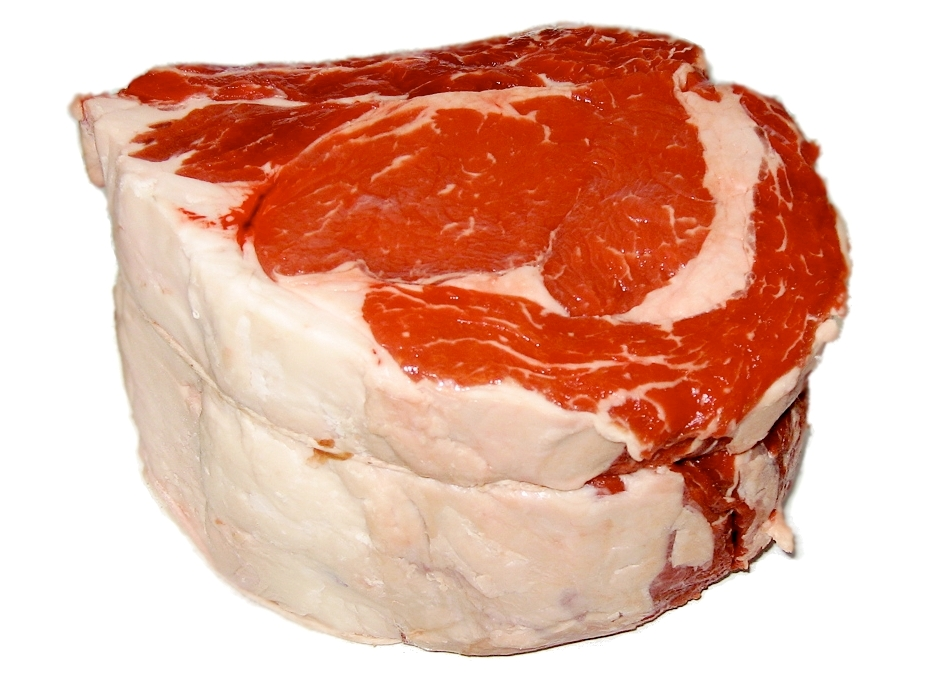
Côte levée de bœuf crue.
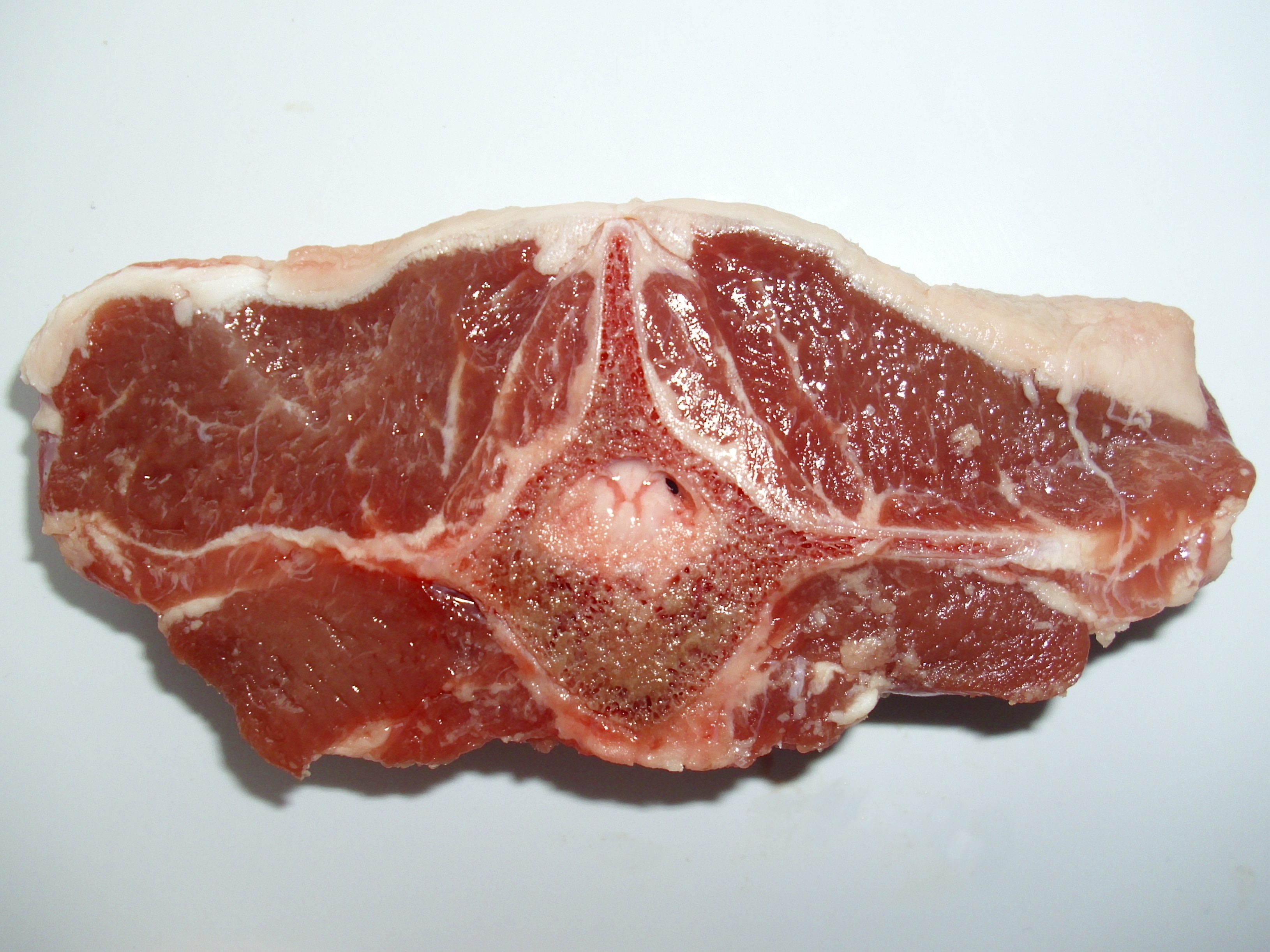
Côtelette de viande (en) d'agneau.
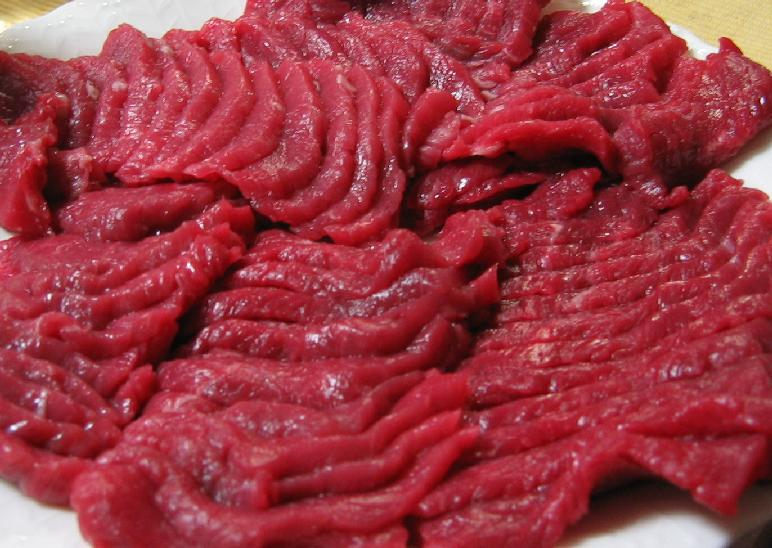
Tranches de basashi, découpe (en) chevaline japonaise.
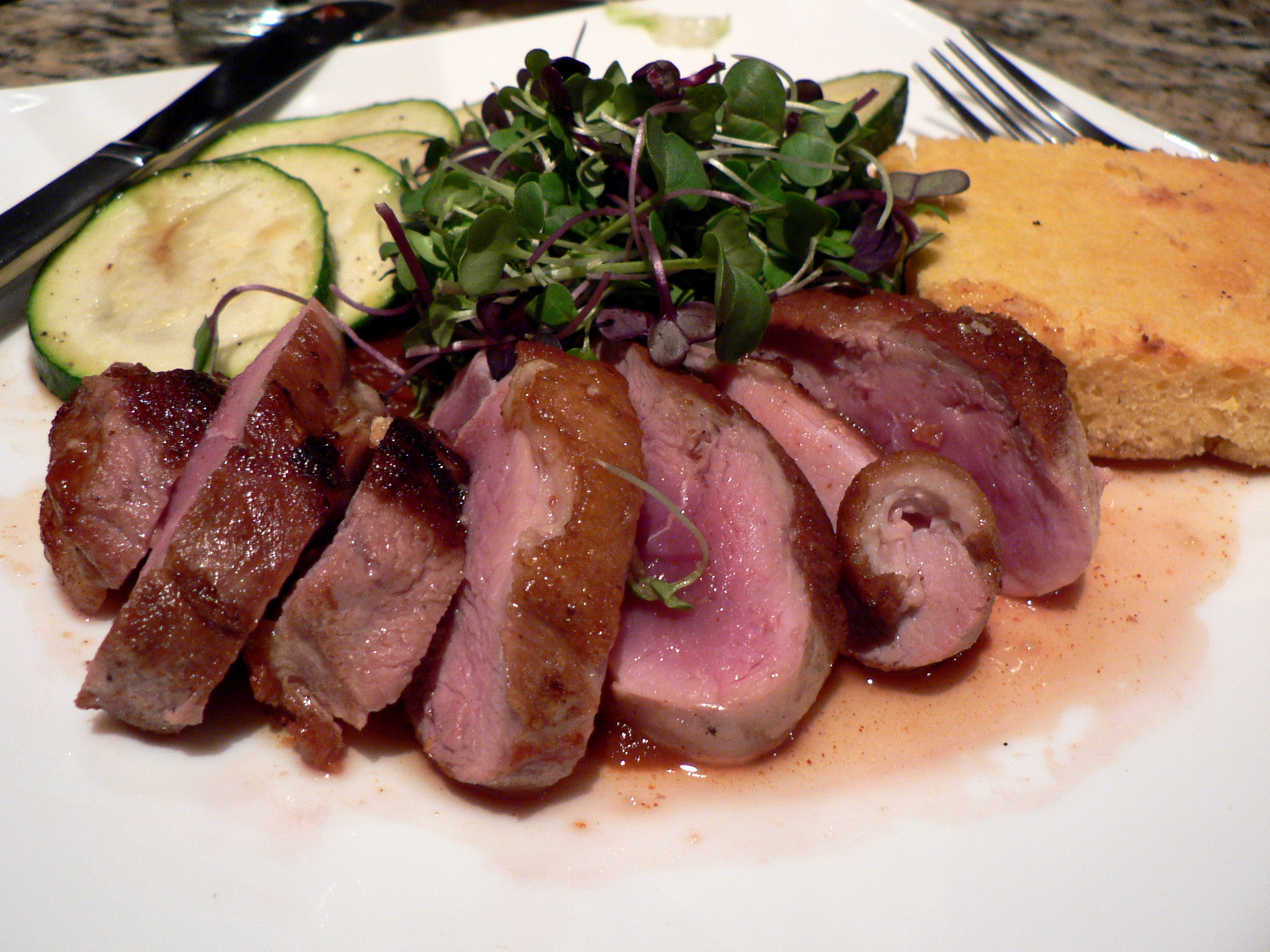
Magret de canard accompagné de mâche.
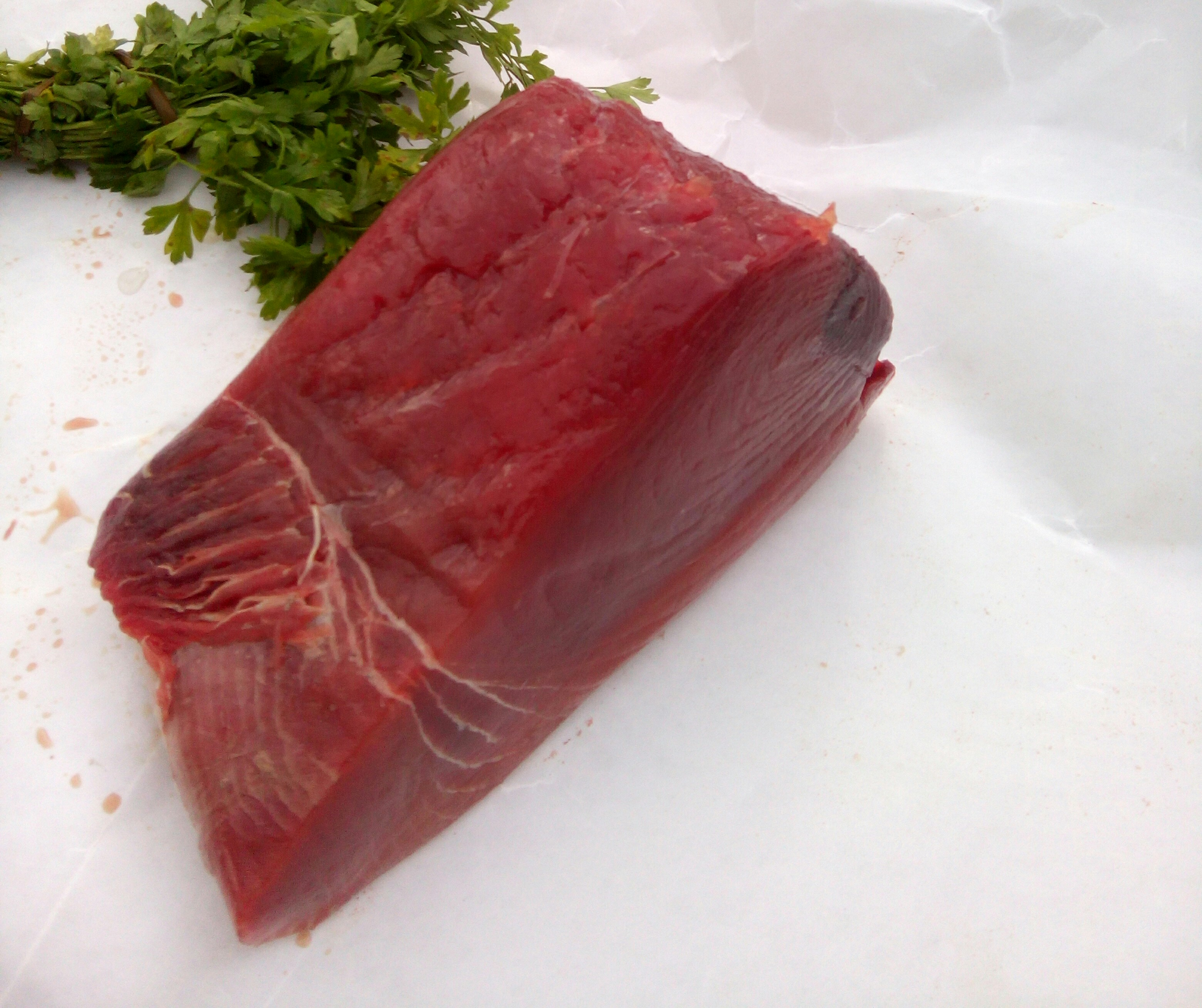
Tranche de thon rouge, parfois classé dans les viandes rouges.

Rem : Les américains ont introduit au début des années 2000, dans certains traités de libre échange et leur négociations (avec le Maroc notamment) une notion de viande rouge "Hilton" ("Hilton meat", de haute qualité, pouvant être servie dans un Hôtel 4 et 5 étoiles ou restaurant de luxe) on "non-Hilton" (boeuf de type standard).

## Aspects sociologiques et culturels
Dans une étude sur l'imaginaire culinaire comparant 3 pays, Sylvain Farge et Setty Moretti  en 2015 font remarquer qu'en France, Allemagne et Espagne, la viande a une connotation symbolique forte mais différente, et que si le rouge est souvent objectivement et symboliquement associé au sang, il était aussi associé (pour la viande comme pour le vin) à la force : « Une particularité remarquable de la désignation des viandes en français est la distinction entre viande blanche et viande rouge. Le parallèle avec le vin est à ce point évident que pour les recettes impliquant une cuisson au vin, l’on cuit et consomme généralement les viandes blanches et le poisson au vin blanc et les viandes rouges au vin rouge. Le vin blanc, est souvent considéré comme souvent plus léger que le rouge, et associé aux poissons et coquillages : Pour N. Vialles, le poisson n’est pas chair, car non abattu, ni porteur de passions ou de force (1998). Le rouge étant symbole de force, le blanc de tendresse, il n’est pas étonnant, enfin, que la viande de gibier, au summum du sauvage, soit qualifiée de noire ».

S. Farge et S. Moretti ajoutent que dans la vie courante, les allemands et espagnols distinguent les viandes rouges et blanches mais cette distinction n'apparait pas dans les dictionnaires de référence (Duden, resp. Diccionario de la RAE) ni dans les usages lexicaux (on ne la retrouve que dans la langue de spécialité), alors que pour le vin blanc et rouge, la différence est en Allemagne lexicalisé par un nom composé de type Adjectif-Nom valant catégorie (Weißwein, Rotwein), ce n'est pas le cas pour la viande : weißes / rotes Fleisch

Farge & Moretti notent aussi que « le jambon cuit est qualifié de blanc par opposition au jambon cru (que l’on ne qualifie pas de jambon rouge, étrangement) ».
Nicole Eizner (chargée de recherche au CNRS) suggérait en 1997 « que le peu de goût germanique pour la viande rouge a à voir avec cette crainte de ce qui est sauvage, non maîtrisé, qu’il faudrait jeter hors de soi, plutôt que de l’incorporer ».
Certains auteurs qualifient de « nobles » les protéines apportées par la viande rouge (ou la viande en général) par rapport au poisson, aux crustacés, aux champignons ou végétaux (Truchot, 1979; Staron, 1982; Youling et al., 2001). Cette dénomination n'a pas de signification scientifique[réf. nécessaire].

## Aspects environnementaux
En 2019, dans le monde, l'élevage, toujours en croissance (en lien avec l'augmentation du niveau de vie et des revenus), et est déjà responsable de plus de 14 % des émissions de Gaz à effet de serre contribuant au réchauffement climatique d'origine anthropique. Et en France, toujours en 2019, selon Santé publique France, 32 % de la population mange encore plus de 500 g de viande rouge par semaine.
En France, selon le Citepa (2019), le sous-secteur élevage émet 48 % des émissions de GES secteur agricole, via le méthane (CH4) » surtout ; 50% de ces émissions proviennent de l'élevage de bœuf à viande et d'élevage laitier. Le CH4 provient les fermentations entériques et des déjections, le protoxyde d'azote (N2O) provient du cycle de l'azote (via les engrais, les déjections, et émissions d'ammoniac des urines). Du CO2 provient aussi des engins agricoles, du transport ou encore de l'utilisation de la chaux comme amendement.
Une "Note scientifique" de l'Opecst confirme cependant en 2021 que les émissions, et le bilan global de l'élevage au regard du climat, de la biodiversité, la préservation des sols, de l'eau et du stockage de carbone dans le sol, ou concernant bien-être animal varie considérablement selon le type d'élevage : ainsi, si l'empreinte carbone moyenne de 100 g de viande de bœuf est très élevée : 25 kg équivalents-carbone, elle varie de 9 à 105 kg selon le mode d'élevage. Des agronomes estiment que les externalités environnementales positives de l'élevage à l'herbe pourraient être sous-estimées ou peuvent en tous cas être améliorées (moindre pollution de l'eau, lait, viande et sous produits (dont écomatériaux à base de caséine de lait par exemple) produits à partir de ressources fourragères non utilisables par l'homme, stockage de carbone et préservation de la biodiversité, contribution à la trame verte et bleue, à l'entretien et à la restauration écopaysagère, etc.
Selon une synthèse scientifique récente (2021) publiée par l'Opecst relative aux impacts sanitaires et environnementaux de la viande rouge, modérer sa consommation permettrait de réduire son impact environnemental, de même qu'un élevage moins industriel, plus extensif, avec moins d'intrants chimiques et de nourriture protéique, valorisant les externalités environnementales positives de l'élevage à l'herbe, tout en intégrant les principes de l'Agroécologie, permettrait de maintenir des prairies de qualité. Selon le RAC, il est possible de produire moins et mieux, y compris au bénéfice des agriculteurs
Vers 2020, divers observateurs estiment que les objectifs français pour le climat et l'environnement ne pourront être tenus dans le secteur agricole, mais une étude d'un bureau privé (Boston Consulting Group ou BCG) mission sur le projet de loi climat par le ministère de la Transition écologique, note qu'une légère baisse (-0,4 %/an) des émissions de l'élevage en France observée de 2010 à 2018 provient essentiellement d'une diminution de -0,6 %/an du cheptel bovin. Mais la stratégie nationale bas carbone (SNBC) pour l'élevage implique d'encore diminuer de 35 millions de tonnes d'équivalent CO2 (MtCO2) ces émissions, contre 41 MtCO2 en 2018 « il faudrait doubler le rythme de réduction du cheptel bovin (-1,2 %/an), soit accélérer la baisse de consommation de viande rouge en France (-18 % entre 2018 et 2030) qui est une tendance déjà assez marquée (-30 % depuis 1980) » selon cette étude, ce qui semble possible dans le triple contexte du projet de loi Climat et résilience, la loi EGalim et de la réforme de la politique agricole commune (PAC).
Alors que le véganisme est source d'intenses débats et que des repas sans viande ont fait débat dans les écoles de Lyon, un sondage montre que les Français admettent globalement consommer trop de viande et ont déjà commencé à réduire leur consommation, d'abord (en moyenne) pour protéger leur santé (43 % des motivations déclarées), puis pour faire des économies et pour le bien-être animal (36 %), et enfin pour diminuer leur impact environnemental (33 %). 74 % des sondés utiliseraient les économies ainsi faites pour investir dans une alimentation de meilleure qualité (meilleure viande et/ou alternatives végétales.